# Giochi Erei

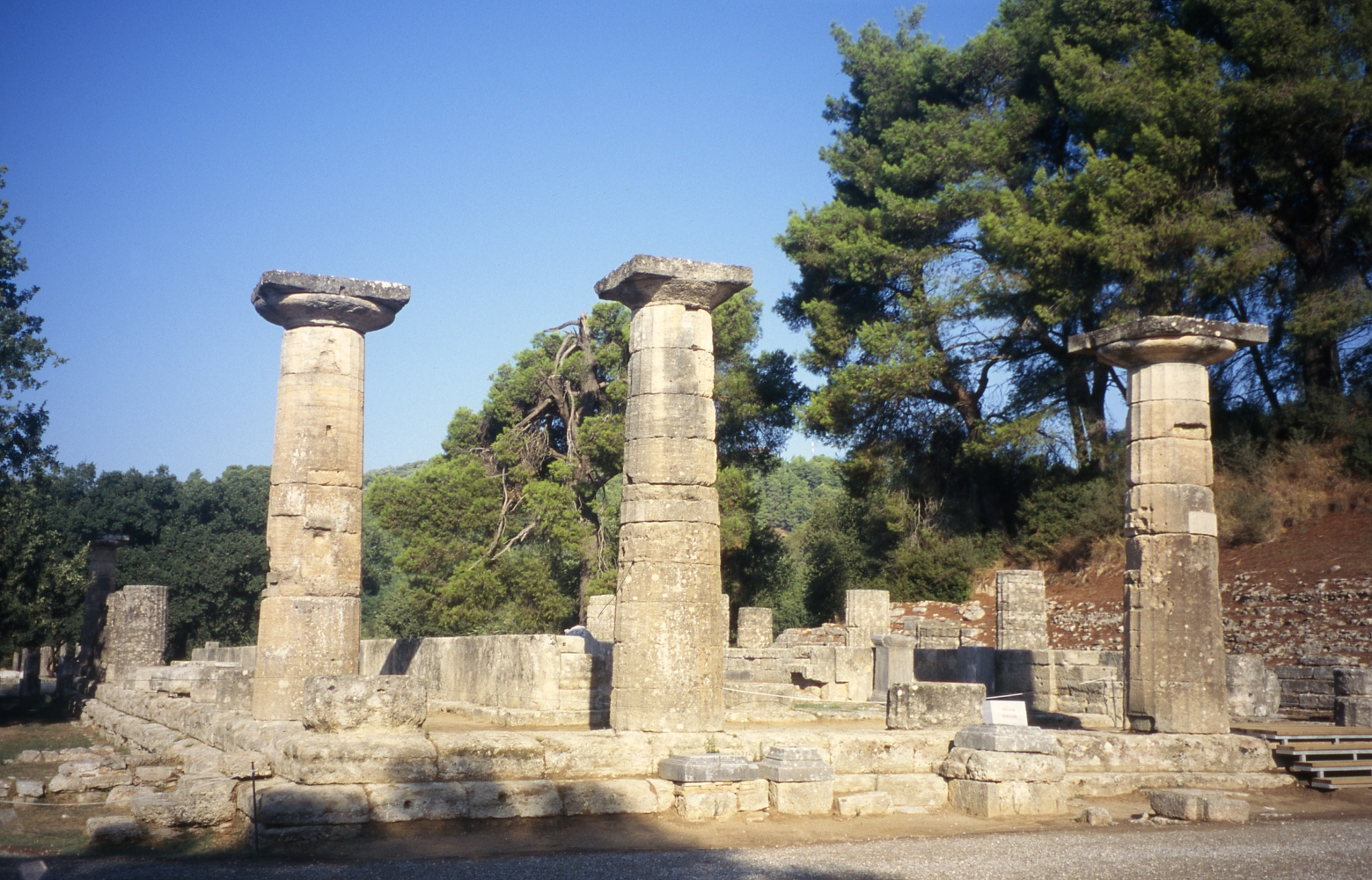
Rovine del Tempio di Era a Olimpia

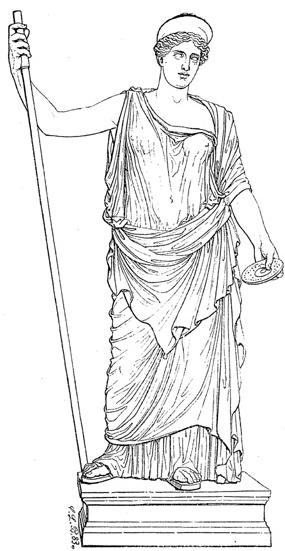

I giochi Erei erano delle gare di atletica femminile che si tenevano presso lo stadio di Olimpia a partire dal VI secolo a.C.. La competizione era dedicata alla dea Era ed è stata la prima gara sportiva femminile ufficiale di cui si conservi testimonianza storica. I giochi Erei si svolgevano probabilmente lo stesso anno dei Giochi olimpici, prima delle gare maschili.

## Storia
Secondo alcune fonti, la prima edizione dei giochi risale al VI secolo a.C.. Lo scrittore Pausania il Periegeta, nella sua opera Periegesi della Grecia, scritta intorno al 175 a.C., scrisse che Ippodamia costituì un gruppo conosciuto come "sedici donne" fra le partecipanti ai giochi Erei, in segno di gratitudine per il suo matrimonio con Pelope. Altri testi indicano che le "sedici donne" erano portatrici di pace fra Pisa e Elis e, grazie alla loro competenza politica, divennero le amministratrici dei giochi Erei.
Le donne greche vennero autorizzate a partecipare alle stesse feste a cui partecipavano gli uomini dopo il periodo classico. La scarsità di riferimenti è la prova che questi cambiamenti possono essere stati non graditi dall'influenza romana. A Roma, le ragazze provenienti dalle famiglie benestanti erano autorizzate a partecipare alle feste degli uomini. Un'iscrizione del I secolo trovata a Delfi dice che due giovani donne avevano gareggiato in gare (non le Olimpiadi) alla festa di Sebasta, a Napoli, durante il periodo imperiale e nelle gare di Domiziano per le donne ai Ludi capitolini di Roma nell'86.

## Caratteristiche
Come le gare maschili, i giochi Erei erano originariamente costituiti solo dalle corse pedestri. Le campionesse vincevano corone di ulivo, carne di mucca o di bue dell'animale sacrificato ad Era e il diritto di dedicare statue con incisi i loro nomi o dipingere i loro ritratti sulle colonne del tempio di Era. Sono ancora evidenti i punti in cui venivano attaccati i ritratti sul tempio, anche se le opere d'arte sono scomparse Le donne gareggiavano, divise in tre gruppi di età, su una pista dello Stadio Olimpico che era 5/6 della lunghezza della pista degli uomini. Pausania descrive come si presentavano per le gare: "con i capelli pendenti, una tunica (chitone) poco sopra il ginocchio e con la spalla destra nuda fino al seno".
Anche se gli uomini gareggiavano nudi e le donne vestite, il chitone era anche l'abbigliamento indossato dagli uomini che facevano un lavoro fisico pesante. Così, le concorrenti erano vestite come gli uomini. Se questo e l'esistenza dei giochi Erei possono dirci qualcosa riguardo al clima sociale delle donne di quel periodo è incerto. Sappiamo che alle donne era proibito competere o addirittura assistere ai giochi olimpici antichi, pena l'essere gettate dalle scogliere del Monte Typaion. Le ragazze non erano incoraggiate a essere atlete. Quelle cresciute a Sparta erano l'eccezione, poiché venivano formate agli stessi eventi sportivi dei ragazzi, dato che il comune pensiero a Sparta era che donne forti avrebbero generato bambini che sarebbero diventati forti guerrieri. Queste atlete non erano sposate e gareggiavano nude o indossando abiti corti. I ragazzi erano autorizzati a guardare le atlete, nella speranza di combinare matrimoni e avere dei figli. Una gara dedicata a Dioniso (dio del vino e del piacere) potrebbe essere stata anche, per la comunità più giovane, un rito di passaggio.